# Fluocortolona
La fluocortolona es un glucocorticoide sintético que se puede utilizar por vía oral y dérmica. Como todos los glucocorticoides, tiene un efecto antiinflamatorio, antialérgico e inmunosupresor .

## Farmacocinética
Tras la ingesta oral, el nivel plasmático más alto se alcanza después de una media de 85 minutos. La unión a proteínas plasmáticas es de 85 a 93 %. Se determinó que la eliminación era de 6,48 ml de plasma por minuto y kg de peso corporal, 60,38 ml/min para la fluocortina sin límite.
La estructura química es similar a la fluocortina, pero tiene un grupo ceto menos.

Comparación de la estructura química de fluocortolona vs. fluocortina

## Aplicación externa
La fluocortolona se utiliza principalmente de manera externa, por ejemplo como ungüento o remedio para las hemorroides . La potencia de los corticoides externos depende no sólo de la sustancia activa, sino también de la preparación farmacológica, la concentración, el estado de la piel y el tipo de aplicación (apósito abierto, conectado, oclusivo). Miller y Munro agruparon varios glucocorticoides tópicos en cuatro grupos según su potencia: muy fuerte, fuerte, moderado y leve. En esta mesa, la pomada era de 0,5 % de fluocortolona como fuerte y la pomada al 0,2% como moderada.

## Combinación con lidocaína
Combinaciones de pivalato de fluocortolona con lidocaína  El clorhidrato se utiliza como supositorios rectales y crema rectal con el nombre comercial Doloproct para aliviar el dolor y la inflamación en personas mayores de 18 años con enfermedad hemorroidal y proctitis no infecciosa.   